# Cristina Noci
Cristina Noci (* 31. März 1949 in Alessandria; † 11. Mai 2025 in Rom) war eine italienische Schauspielerin und Synchronsprecherin.

## Leben und Wirken
Cristina Noci wuchs im norditalienischen Alessandria auf.
Seit 1978 war sie als Schauspielerin vor der Kamera tätig und hatte in mehr als 20 Film- und Fernsehproduktionen mitgewirkt. Sie war zeitweise auch als Darstellerin an verschiedenen Theatern tätig.
Noci war umfangreich als Synchronsprecherin aktiv. Sie war einige Jahre lang die italienische Stammsprecherin von Barbara Windsor, Imelda Staunton und Sarah Jessica Parker. Sie vertonte in italienischer Sprache Figuren in zahlreichen Animationsfilmen und Zeichentrickfilmen wie beispielsweise in Pinocchio, Garfield und seine Freunde, Tom und Jerry, Toy Story, Madagascar oder in Ab durch die Hecke.

## Filmografie (Auswahl)
- 1980: Sbamm!
- 1981: Il minestrone
- 1986: Fieber im Herzen